# Михайлівський район (Волгоградська область)
Михайлівський район (рос. Михайловский район) — муніципальне утворення у Волгоградській області.
Розташований на території українського історичного та культурного краю Жовтий Клин.